# Agriophara asaphes
Agriophara asaphes är en fjärilsart som beskrevs av Diakonoff 1948. Agriophara asaphes ingår i släktet Agriophara och familjen plattmalar. Inga underarter finns listade i Catalogue of Life.